# روبنسون
روبنسون (إلينوي) (بالإنجليزية: Robinson, Illinois)‏ هي مدينة تقع في الولايات المتحدة في إلينوي. يقدر عدد سكانها بـ 7,726 نسمة .

## التركيبة السكانية
حدّد مكتب تعداد الولايات المتحدة بيانات التركيبة السكانية لروبنسون في تعداد الولايات المتحدة. في ما يلي، التركيبة السكانية حسب تعدادي 2000 و2010.

### تعداد عام 2000
بلغ عدد سكان روبنسون 6,822 نسمة بحسب تعداد عام 2000، وبلغ عدد الأسر 2,927 أسرة وعدد العائلات 1,836 عائلة مقيمة في المدينة. في حين سجلت الكثافة السكانية 553.3 نسمة لكل كيلومتر مربع (1,433.0/ميل2). وبلغ عدد الوحدات السكنية 3,376 وحدة بمتوسط كثافة قدره 273.8 لكل كيلومتر مربع (709.1/ميل2).
وتوزع التركيب العرقي للمدينة بنسبة 95.98% من البيض و1.16% من الأمريكيين الأفارقة و0.41% من الأمريكيين الأصليين و0.63% من الأمريكيين ذوي الأصول الآسيوية و0.01% من سكان جزر المحيط الهادئ و0.66% من الأعراق الأخرى و1.14% من عرقين مختلطين أو أكثر و1.73% من الهسبانيون أو اللاتينيون من أي عرق.
بلغ عدد الأسر 2,927 أسرة كانت نسبة 31.1% منها لديها أطفال تحت سن الثامنة عشر تعيش معهم، وبلغت نسبة الأزواج القاطنين مع بعضهم البعض 48.1% من أصل المجموع الكلي للأسر، ونسبة 11.4% من الأسر كان لديها معيلات من الإناث دون وجود شريك،  بينما كانت نسبة 3.2% من الأسر لديها معيلون من الذكور دون وجود شريكة وكانت نسبة 37.3% من غير العائلات. تألفت نسبة 32.7% من أصل جميع الأسر من عدة أفراد يعيشون في نفس المنزل ونسبة 17% كانت تتألف من شخص يعيش بمفرده يبلغ من العمر 65 عاماً أو أكثر. وبلغ متوسط حجم الأسرة المعيشية 2.27، أما متوسط حجم العائلات فبلغ 2.87.
بلغ العمر الوسطي للسكان 38.9 عاماً. وكانت نسبة 24.3% من القاطنين تحت سن الثامنة عشر، وكانت نسبة 8% بين الثامنة عشر والرابعة والعشرين عاماً، ونسبة 25.7% كانت واقعةً في الفئة العمرية ما بين الخامسة والعشرين والرابعة والأربعين عاماً، ونسبة 20.7% كانت ما بين الخامسة والأربعين والرابعة والستين، ونسبة 18.7% كانت ضمن فئة الخامسة والستين عاماً فما فوق. يوجد لكل 100 أنثى 89.5 ذكر، ويوجد لكل 100 أنثى في الثامنة عشر من عمرها فما فوق 83.3 ذكر.
بلغ متوسط دخل الأسرة في المدينة 30,153 دولارًا، أما متوسط دخل العائلة فبلغ 38,974 دولارًا. وكان متوسط دخل الذكور 31,890 دولارًا مقابل 21,338 دولارًا للإناث. وسجل دخل الفرد الخاص بالمدينة 16,637 دولارًا. وكانت نسبة 8.2% من العائلات ونسبة 11.1% من السكان تحت خط الفقر، وكان من هؤلاء نسبة 13.1% تحت سن الثامنة عشر ونسبة 8.9% في الخامسة والستين من العمر وما فوق.

### تعداد عام 2010
بلغ عدد سكان روبنسون 7,713 نسمة بحسب تعداد عام 2010، وبلغ عدد الأسر 2,856 أسرة وعدد العائلات 1,670 عائلة مقيمة في المدينة. في حين سجلت الكثافة السكانية 625.5 نسمة لكل كيلومتر مربع (1,620.0/ميل2). وبلغ عدد الوحدات السكنية 3,248 وحدة بمتوسط كثافة قدره 263.4 لكل كيلومتر مربع (682.2/ميل2).
وتوزع التركيب العرقي للمدينة بنسبة 84.70% من البيض و11.37% من الأمريكيين الأفارقة و0.14% من الأمريكيين الأصليين و0.75% من الأمريكيين ذوي الأصول الآسيوية و0.01% من سكان جزر المحيط الهادئ و1.69% من الأعراق الأخرى و1.34% من عرقين مختلطين أو أكثر و3.55% من الهسبانيون أو اللاتينيون من أي عرق.
بلغ عدد الأسر 2,856 أسرة كانت نسبة 27.9% منها لديها أطفال تحت سن الثامنة عشر تعيش معهم، وبلغت نسبة الأزواج القاطنين مع بعضهم البعض 42.5% من أصل المجموع الكلي للأسر، ونسبة 11.2% من الأسر كان لديها معيلات من الإناث دون وجود شريك،  بينما كانت نسبة 4.8% من الأسر لديها معيلون من الذكور دون وجود شريكة وكانت نسبة 41.5% من غير العائلات. تألفت نسبة 36.3% من أصل جميع الأسر من عدة أفراد يعيشون في نفس المنزل ونسبة 16.9% كانت تتألف من شخص يعيش بمفرده يبلغ من العمر 65 عاماً أو أكثر. وبلغ متوسط حجم الأسرة المعيشية 2.22، أما متوسط حجم العائلات فبلغ 2.86.
بلغ العمر الوسطي للسكان 38.5 عاماً. وكانت نسبة 18.6% من القاطنين تحت سن الثامنة عشر، وكانت نسبة 10% بين الثامنة عشر والرابعة والعشرين عاماً، ونسبة 30.6% كانت واقعةً في الفئة العمرية ما بين الخامسة والعشرين والرابعة والأربعين عاماً، ونسبة 24.5% كانت ما بين الخامسة والأربعين والرابعة والستين، ونسبة 16.3% كانت ضمن فئة الخامسة والستين عاماً فما فوق. وتوزع التركيب الجنسي للسكان بنسبة 55.3% ذكور و44.7% إناث.

## أعلام
- جيمس جونز
- سكيب مارتن
- مايرز ليونارد
- فرانكلين إس. كوبر
- روبرت بروبيكر